# Escanaba
Escanaba [ˌɛskəˈnɑːbə] är administrativ huvudort i Delta County i den amerikanska delstaten Michigan. Enligt 2010 års folkräkning hade Escanaba 12 616 invånare.

## Kända personer från Escanaba
- Roger H. Zion, politiker